# Chrysocercops hopeella
Chrysocercops hopeella är en fjärilsart som beskrevs av Tosio Kumata 1992. Chrysocercops hopeella ingår i släktet Chrysocercops och familjen styltmalar. Inga underarter finns listade i Catalogue of Life.